# Disuguaglianza di Jensen
La disuguaglianza di Jensen (dal nome del matematico danese Johan Jensen) è una disuguaglianza che lega il valore di una funzione convessa al valore della medesima funzione calcolata nel valor medio del suo argomento. Essa è stata enunciata e dimostrata da Jensen nel 1906. La disuguaglianza di Jensen può essere introdotta in diversi contesti e con diversi gradi di generalità, i più rilevanti dei quali sono presentati nel seguito.

## Enunciati
La forma più elementare della disuguaglianza di Jensen può essere enunciata come media pesata di un numero finito di numeri reali. Essa può essere ampiamente generalizzata nel contesto della teoria della misura, e trova la sua forma più naturale e potente nel formalismo della teoria della probabilità. Nel seguito si forniscono prima gli enunciati della disuguaglianza (partendo dai più semplici fino ad arrivare a quelli più generali), e quindi le dimostrazioni degli stessi.
Ricordiamo che se {\displaystyle \varphi } è una funzione convessa, allora {\displaystyle -\varphi } è concava, e pertanto delle disuguaglianze analoghe a quelle riportate sotto possono essere ottenute per funzioni concave, a patto di invertire il verso delle disuguaglianze stesse.

### Forma discreta
Sia {\displaystyle n} un intero positivo. Per una funzione convessa a valori reali {\displaystyle \varphi }, e per dei numeri reali {\displaystyle x_{1},\,x_{2},\ldots ,\,x_{n}} nel dominio di {\displaystyle \varphi }, e per dei pesi positivi {\displaystyle a_{1},\,a_{2},\ldots ,\,a_{n}} aventi somma unitaria, la disuguaglianza di Jensen afferma:
{\displaystyle \varphi \left(\sum _{i=1}^{n}a_{i}x_{i}\right)\leq \sum _{i=1}^{n}a_{i}\varphi (x_{i})}
In particolare, se i pesi {\displaystyle a_{i}} sono tutti uguali ad {\displaystyle {\frac {1}{n}}}:
{\displaystyle \varphi \left({\frac {1}{n}}\sum _{i=1}^{n}x_{i}\right)\leq {\frac {1}{n}}\sum _{i=1}^{n}\varphi (x_{i})}
ovverosia il valore di {\displaystyle \varphi } calcolato nella media degli {\displaystyle x_{i}} è più piccolo della media dei valori di {\displaystyle \varphi } sugli {\displaystyle x_{i}}.

### La disuguaglianza nella notazione della teoria della misura
Nelle precedenti formule, è naturale chiedersi se è possibile effettuare una sorta di passaggio al continuo. La risposta è affermativa, e la disuguaglianza di Jensen può essere generalizzata come segue.
Sia {\displaystyle (\Omega ,{\mathfrak {F}},\mu )} uno spazio di misura, tale che {\displaystyle \mu (\Omega )=1}. Se {\displaystyle g} è una funzione integrabile da {\displaystyle \Omega } a valori reali, e {\displaystyle \varphi } è una funzione convessa sull'immagine di {\displaystyle g}, allora:
{\displaystyle \varphi \left(\int _{\Omega }g\,d\mu \right)\leq \int _{\Omega }\varphi \circ g\,d\mu .}

### La disuguaglianza nella notazione della teoria della probabilità
Lo stesso risultato può più naturalmente essere enunciato nel contesto della teoria della probabilità. Sia {\displaystyle (\Omega ,{\mathfrak {F}},\mathbb {P} )} uno spazio di probabilità, {\displaystyle X} una variabile aleatoria a valori reali che possieda valore atteso, e {\displaystyle \varphi } una funzione convessa tale che anche {\displaystyle \varphi (X)} possieda valore atteso. Allora:
{\displaystyle \varphi \left(\mathbb {E} \{X\}\right)\leq \mathbb {E} \{\varphi (X)\}.}
In questa notazione probabilistica, la misura {\displaystyle \mu } va appunto intesa come una probabilità {\displaystyle \mathbb {P} }, l'integrale rispetto a {\displaystyle \mu } come un valore atteso {\displaystyle \mathbb {E} }, e la funzione {\displaystyle g} come una variabile aleatoria {\displaystyle X}.

### La disuguaglianza generale nella teoria della probabilità
Più in generale, sia {\displaystyle T} uno spazio vettoriale topologico, ed {\displaystyle X} una variabile aleatoria integrabile a valori in {\displaystyle T}. In questo contesto generale, integrabile significa che per ogni elemento {\displaystyle z} nel duale di {\displaystyle T} accade {\displaystyle \mathbb {E} |\langle z,X\rangle |<\infty }, e che esiste un elemento {\displaystyle \mathbb {E} \{X\}} in {\displaystyle T} tale che {\displaystyle \langle z,\mathbb {E} \{X\}\rangle =\mathbb {E} \{\langle z,X\rangle \}}. Allora, per ogni funzione convessa misurabile {\displaystyle \varphi } su {\displaystyle T}, e per ogni sub-σ-algebra {\displaystyle {\mathfrak {G}}} di {\displaystyle {\mathfrak {F}}}:
{\displaystyle \varphi \left(\mathbb {E} \{X|{\mathfrak {G}}\}\right)\leq \mathbb {E} \{\varphi (X)|{\mathfrak {G}}\}.}
Qui {\displaystyle \mathbb {E} \{\cdot |{\mathfrak {G}}\}} indica l'attesa condizionata rispetto alla σ-algebra {\displaystyle {\mathfrak {G}}}. Questo enunciato più generale si riduce al precedente qualora il generico spazio topologico vettoriale {\displaystyle T} sia rimpiazzato dall'asse reale, e {\displaystyle {\mathfrak {G}}} dalla σ-algebra banale {\displaystyle \{\emptyset ,\Omega \}}.

### Media aritmetica e geometrica
La funzione {\displaystyle \log(x)} è concava, utilizzando in questo caso la disuguaglianza di Jensen essa si riduce alla disuguaglianza della media aritmetica e della media geometrica.
{\displaystyle {{x_{1}+x_{2}+\cdots +x_{n}} \over {n}}\geq {\sqrt[{n}]{x_{1}\cdot x_{2}\cdots x_{n}}}}
Infatti:
{\displaystyle {\mbox{log}}\left({\sqrt[{n}]{x_{1}\cdots x_{n}}}\right)={\frac {1}{n}}\left({\mbox{log}}\ x_{1}+\cdots +{\mbox{log}}\ x_{n}\right)\leq {\mbox{log}}\left({\frac {1}{n}}\left(x_{1}+\cdots +x_{n}\right)\right)}
dove l'ultima disuguaglianza discende dalla disuguaglianza di Jensen.

### Applicazioni per disuguaglianze specifiche
La disuguaglianza di Jensen consente di dimostrare con facilità molte disuguaglianze elementari. Ad esempio, per ogni coppia di numeri reali positivi {\displaystyle x,y>0} tali che {\displaystyle x+y=1} è valida la disuguaglianza
{\displaystyle \left(x+{1 \over x}\right)^{2}+\left(y+{1 \over y}\right)^{2}\geq {25 \over 2}}
Per dimostrarlo, osserviamo che la funzione 
{\displaystyle g(z)=\left(z+{1 \over z}\right)^{2}}
è convessa per {\displaystyle z} positivo, in quanto la sua seconda derivata è sempre positiva per tali valori di {\displaystyle z}. Dalla disuguaglianza di Jensen segue
{\displaystyle {{g(x)+g(y)} \over 2}\geq g\left({{x+y} \over 2}\right)=g\left({1 \over 2}\right)={25 \over 4}}
ossia appunto
{\displaystyle {g(x)+g(y)}\geq {25 \over 2}}